# Acestridium
Acestridium – rodzaj słodkowodnych ryb sumokształtnych z rodziny zbrojnikowatych (Loricariidae). Spotykane w hodowlach akwariowych.

## Zasięg występowania
Północna i środkowa część Ameryki Południowej: Kolumbia, Wenezuela i Brazylia.

## Klasyfikacja
Gatunki zaliczane do tego rodzaju:
- Acestridium colombiense
- Acestridium dichromum
- Acestridium discus
- Acestridium gymnogaster
- Acestridium martini
- Acestridium scutatum
- Acestridium triplax

Gatunkiem typowym jest Acestridium discus.
Acestridium wraz z rodzajem Niobichthys tworzą grupę siostrzaną.